# Autohtona hrvatska seljačka stranka
Autohtona hrvatska seljačka stranka (A-HSS), politička je stranka u Republici Hrvatskoj. 

## Povijest
Autohtona hrvatska seljačka stranka osnovana je u Zagrebu 14. ožujka 2007. godine. Prvi predsjdnik (od osnivanja do ožujkia 2013. godine) bio je Jasenko Stipac. Stranka se poziva na tradiciju Radićeva HPSS-a, a sadašnji predsjednik joj jeStanko Grčić.
"Programska osnova stranke crpi svoje ideale iz nauka braće Antuna i Stjepana Radića", a "posebno je oslonjena na promicanje interesa seljaka i radništva, te narodne inteligencije", ističe se u programskim odrednicama stranke. Kao najveće vrijednosti navode se: "pravica poštenje, vjera, obitelj, ljubav prema domovini i rad". 
U sklopu stranke djeluje udruga Hrvatska sloga.
Od 5. veljače 2014. godine jednom je od članica Saveza za Hrvatsku.

## Dosadašnji predsjednici
- Jasenko Stipac (2007. – 2013.)
- Branko Borković (2013. – 2014.)
- Stanko Grčić  (2014. - )

## Vanjske poveznice
- Stranačka međumrežna stranica  Arhivirana inačica izvorne stranice od 4. veljače 2015. (Wayback Machine)